# أملوديبين/بينازيبريل
أملوديبين/بينازيبريل، يُباع تحت الاسم التجاري لوتريل وغيره، هو دواء يستخدم لعلاج ارتفاع ضغط الدم. وهو عبارة عن تركيبة مكونة من أملوديبين يعمل على غلق قناة الكالسيوم، وبينازيبريل، مثبط الإنزيم المحول للأنجيوتنسين. يمكن استخدامه إذا لم يكن واحد من الادوية المركب منها كافيًا. يؤخذ هذا الدواء عن طريق الفم.
تشمل الآثار الجانبية الشائعة السعال والدوخة والتورم. قد تشمل الآثار الجانبية الخطيرة الوذمة الوعائية واحتشاء عضلة القلب وارتفاع نسبة البوتاسيوم في الدم وأمراض الكبد وانخفاض ضغط الدم. لا يُنصح باستخدامه أثناء الحمل. يعمل أملوديبين عن طريق توسيع حجم الشرايين بينما يعمل بينازيبريل عن طريق تقليل نشاط نظام الرينين-أنجيوتنسين-الألدوستيرون. 
تمت الموافقة على التركيبة للاستخدام الطبي في الولايات المتحدة في عام 1995. وهي مُتوفرة كدواء عام. تبلغ تكلفة العرض الشهري في الولايات المتحدة حوالي 4.50 دولار أمريكي. في عام 2017، كان هذا الدواء رقم 160 الأكثر شيوعًا في الولايات المتحدة، مع أكثر من ثلاثة ملايين وصفة طبية.

## الاستخدام الطبي
يُستخدامه لعلاج ارتفاع ضغط الدم. ليس مسارًا أولًا للعلاج.